# West Salem (Illinois)

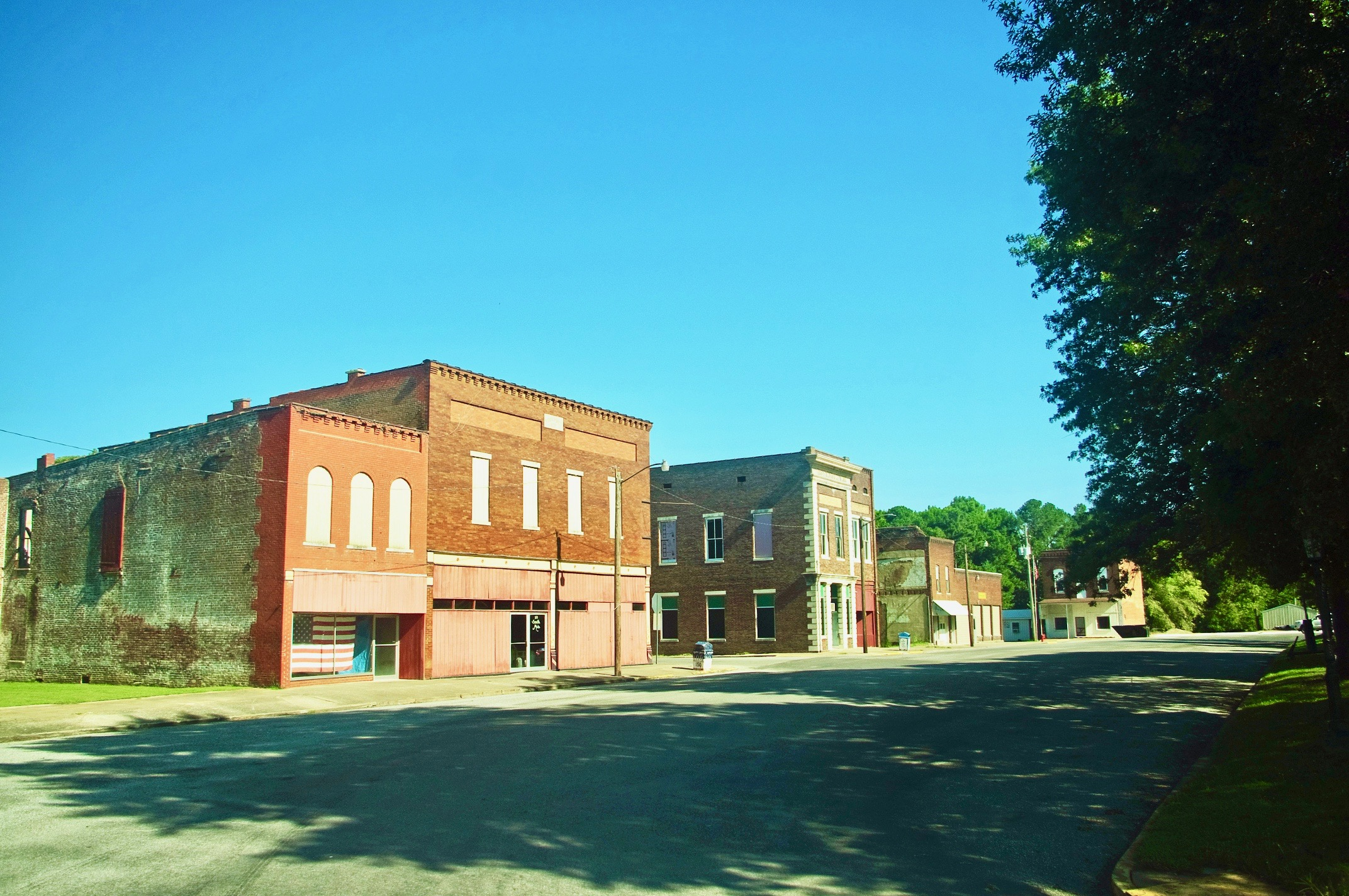
Negocios en la plaza de la localidad de West Salem, Ilinois, Estados Unidos.

West Salem es una villa ubicada en el condado de Edwards en el estado estadounidense de Illinois. En el Censo de 2010 tenía una población de 897 habitantes y una densidad poblacional de 221,72 personas por km².

## Geografía
West Salem se encuentra ubicada en las coordenadas 38°31′12″N 88°0′34″O / 38.52000, -88.00944. Según la Oficina del Censo de los Estados Unidos, West Salem tiene una superficie total de 4.05 km², de la cual 4.05 km² corresponden a tierra firme y (0%) 0 km² es agua.

## Demografía
Según el censo de 2010, había 897 personas residiendo en West Salem. La densidad de población era de 221,72 hab./km². De los 897 habitantes, West Salem estaba compuesto por el 98.33% blancos, el 0.78% eran afroamericanos, el 0% eran amerindios, el 0.33% eran asiáticos, el 0% eran isleños del Pacífico, el 0% eran de otras razas y el 0.56% pertenecían a dos o más razas. Del total de la población el 0.22% eran hispanos o latinos de cualquier raza.